# Géographie
Pour les articles homonymes, voir Géographie (Ptolémée) et Géographie (Strabon).
La géographie (du grec ancien γεωγραφία / geōgraphía, composé de γῆ / gê, « la Terre » et γράφω / gráphô, « écrire, dessiner », puis du latin geographia, littéralement traduit par « dessin de la Terre ») est une science centrée sur le présent, ayant pour objet la description de la Terre et en particulier l'étude des phénomènes physiques, biologiques et humains qui se produisent sur le globe terrestre, à un certain niveau d'abstraction relative qui s'y prête, pluridisciplinarité comprise voire transdisciplinarité en un certain sens. En effet Yves Lacoste disait : « La géographie ne sert pas seulement à faire de la géopolitique. Cela sert aussi, pour tout un chacun, à admirer davantage de beaux paysages, en comprenant mieux comment ils sont construits. » Le portail de l'information géographique du gouvernement du Québec définit la géographie comme « une science de la connaissance de l'aspect actuel, naturel et humain de la surface terrestre. Elle permet de comprendre l'organisation spatiale de phénomènes (physiques ou humains) qui se manifestent dans notre environnement et façonnent notre monde ».
Elle se divise en trois branches principales :
- géographie mathématique qui est la première à être apparue avec « l'étude des formes et des dimensions de la Terre »[1] à travers la géodésie ;
- géographie physique qui comprend des disciplines scientifiques intégrant les sciences naturelles ;
- géographie humaine qui comprend des disciplines scientifiques intégrant les sciences humaines et sociales.

Grâce aux progrès de l'astronomie et de l'astronautique, des formations sont maintenant connues ailleurs que sur cette planète, le terme est utilisé pour tous les objets célestes.

## Évolution et étendue de la notion de géographie

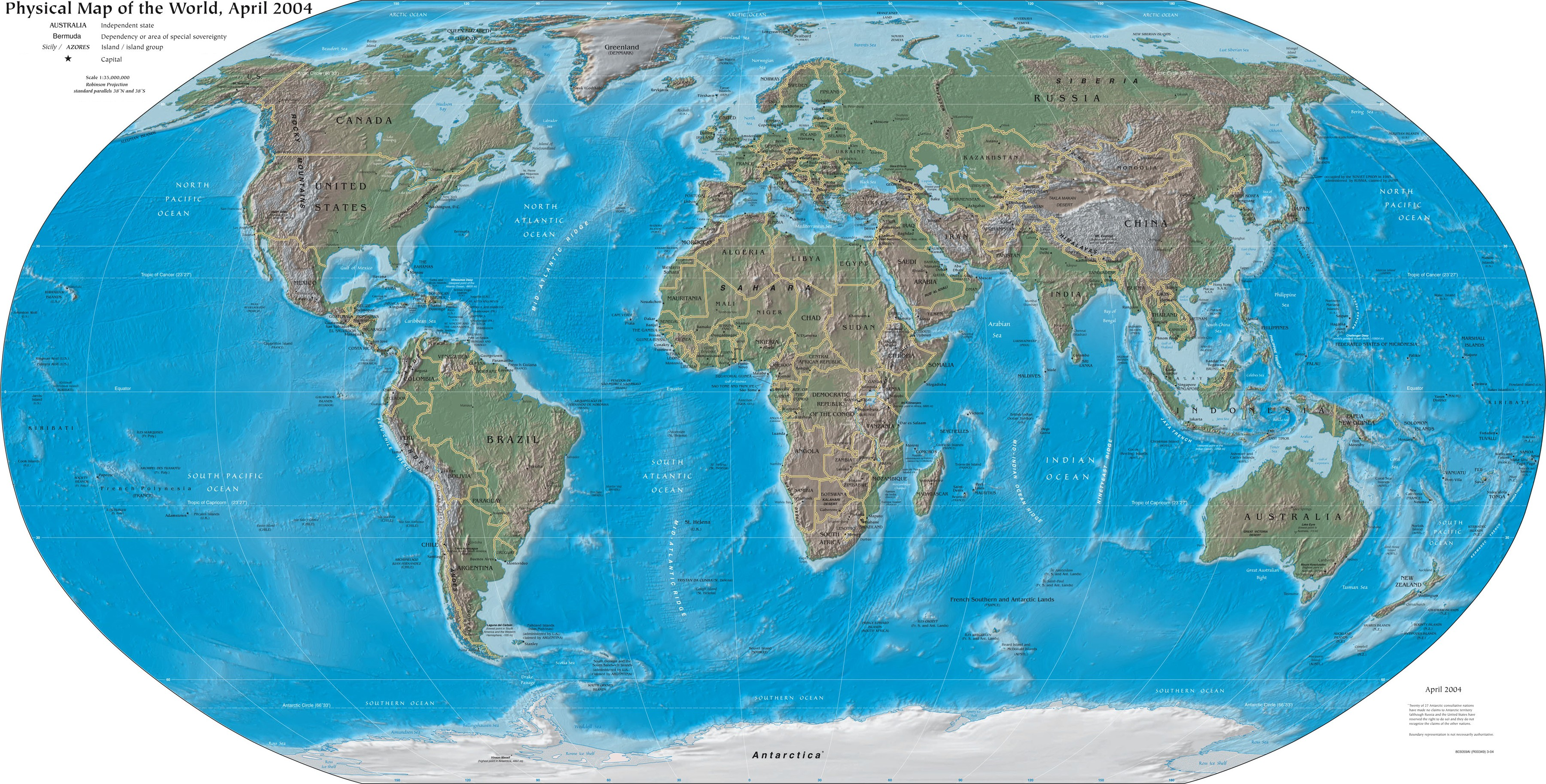
Carte de la Terre.

La première personne à utiliser le mot « géographie » était Ératosthène (276-194 av. J.-C.) pour un ouvrage aujourd'hui perdu mais l'arrivée de la géographie est attribuée à Hérodote (484-420 av. J.-C.) ; aussi considéré comme étant le premier historien. Pour les Grecs, c'est la description rationnelle de la Terre en comprenant principalement la géographie physique. Il s'agit d'une science qui répond à une curiosité nouvelle, et qui va déterminer la géopolitique en définissant les territoires à conquérir et à tenir, ce qui implique la réalisation de cartes. Pour Strabon, la géographie est la base de la formation de celui qui voulait décider.
Quatre traditions historiques dans la recherche géographique sont l'analyse spatiale des phénomènes naturels et humains (la géographie comme une étude de la répartition des êtres vivants), des études territoriales (lieux et régions), l'étude des relations entre l'Homme et son environnement, et la recherche en sciences de la terre.
Avec l'évolution de la recherche scientifique, plusieurs domaines de la géographie ont évolué vers un statut de science à part entière. On peut citer la climatologie, l'océanographie, la cartographie, etc. ce qui a eu pour effet de principalement recentrer les activités du géographe sur les interactions humaines (aspect social) et de son rapport à son environnement (aspect spatial). Les géographie physique et mathématique sont les branches de la géographie qui ont le plus subit cette évolution des sciences alors que la géographie humaine a profité de ce changement pour passer de la géopolitique à une étude plus rationnelle et enrichie des rapports humains et des relations qu'ils entretiennent avec leurs environnements à travers des disciplines nouvelles.
Néanmoins, la géographie moderne est une discipline englobante qui cherche avant tout à mieux comprendre notre planète et toutes ses complexités humaines et naturelles, non seulement où les objets sont, via l'élaboration de cartes, mais comment ils ont changé et viennent à l'être. Longtemps les géographes ont perçu leur discipline comme une discipline carrefour (Jacqueline Bonnamour), « pont entre les sciences humaines et physiques ». L'approche géographique d'un phénomène ne se limite pas uniquement à l'utilisation de la cartographie (l'étude des cartes). La grille de questionnement, associée à la cartographie, permet d'ajuster l'analyse de l'objet — l'espace — et d'expliquer pourquoi on trouve tel ou tel phénomène ici et pas ailleurs. La géographie s'applique donc à déterminer les causes, aussi bien naturelles qu'humaines ; et lorsqu'ils observent des différences, leurs conséquences.
Aujourd'hui, une division de la géographie en deux branches principales s'est imposée à l'usage, la géographie humaine et la géographie physique.
Cependant la géographie reste par excellence une discipline de synthèse qui interroge à la fois « les traces » laissées par les sociétés (mise en valeur des espaces ou impacts) ou la nature (orogenèse des montagnes, impact du climat…) et les dynamiques en œuvre aussi bien dans les sociétés (émergence socio-économique de la façade asiatique pacifique, désindustrialisation progressive des pays développés à économie de marché) qu'au sein de l'environnement physique (« Changement global », montée du niveau marin…). La géographie s'intéresse donc à la fois aux héritages (physiques ou humains) et aux dynamiques (démographiques, socioéconomiques, culturelles, climatiques, etc.) présents dans les espaces.
Par ailleurs cette discipline tend à intégrer divers champs culturels tels que la peinture paysagiste, le roman ou encore le cinéma.

## Histoire

### Géographie antique

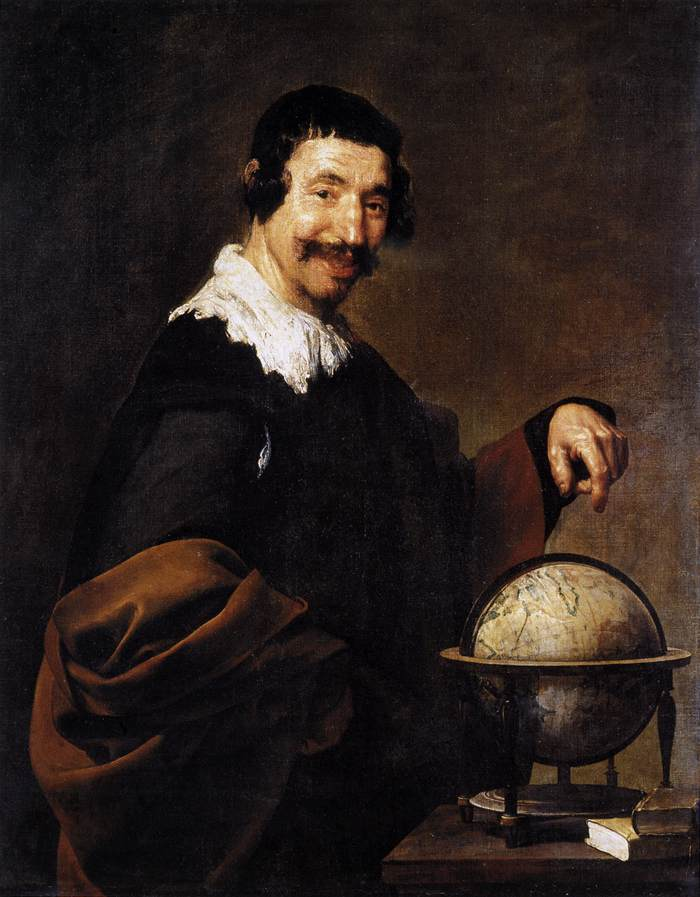
Diego Vélasquez, Le Géographe (1627-1630).

Dans le bassin méditerranéen, la géographie est à l'origine composée de mesures expérimentales et de récits sur des voyages et des lieux pour répertorier l'univers connu. Les cartes et l'exploration sont surtout le fait des savants du monde grec. Ainsi, Claude Ptolémée répertorie tout l'univers connu dans son ouvrage Géographie. Anaximandre réalise l'une des premières cartes du monde connu.
Les Grecs sont la première civilisation connue pour avoir étudié la géographie, à la fois comme science et comme philosophie[réf. nécessaire]. Thalès de Milet, Hérodote (auteur de la première chorographie), Ératosthène (première carte du monde connu – l'écoumène –, calcul de la circonférence terrestre), Hipparque, Aristote, Ptolémée ont apporté des contributions majeures à la discipline. Les Romains ont apporté de nouvelles techniques alors qu'ils cartographiaient de nouvelles régions.
Ces précurseurs développent quatre branches de la géographie qui vont perdurer jusqu'à la Renaissance :
- découvrir et explorer les continents ;
- mesurer l'espace terrestre (géodésie) ;
- situer la Terre dans les systèmes astronomiques (cosmographie) ;
- représenter l'espace terrestre (cartographie).

### Époque moderne

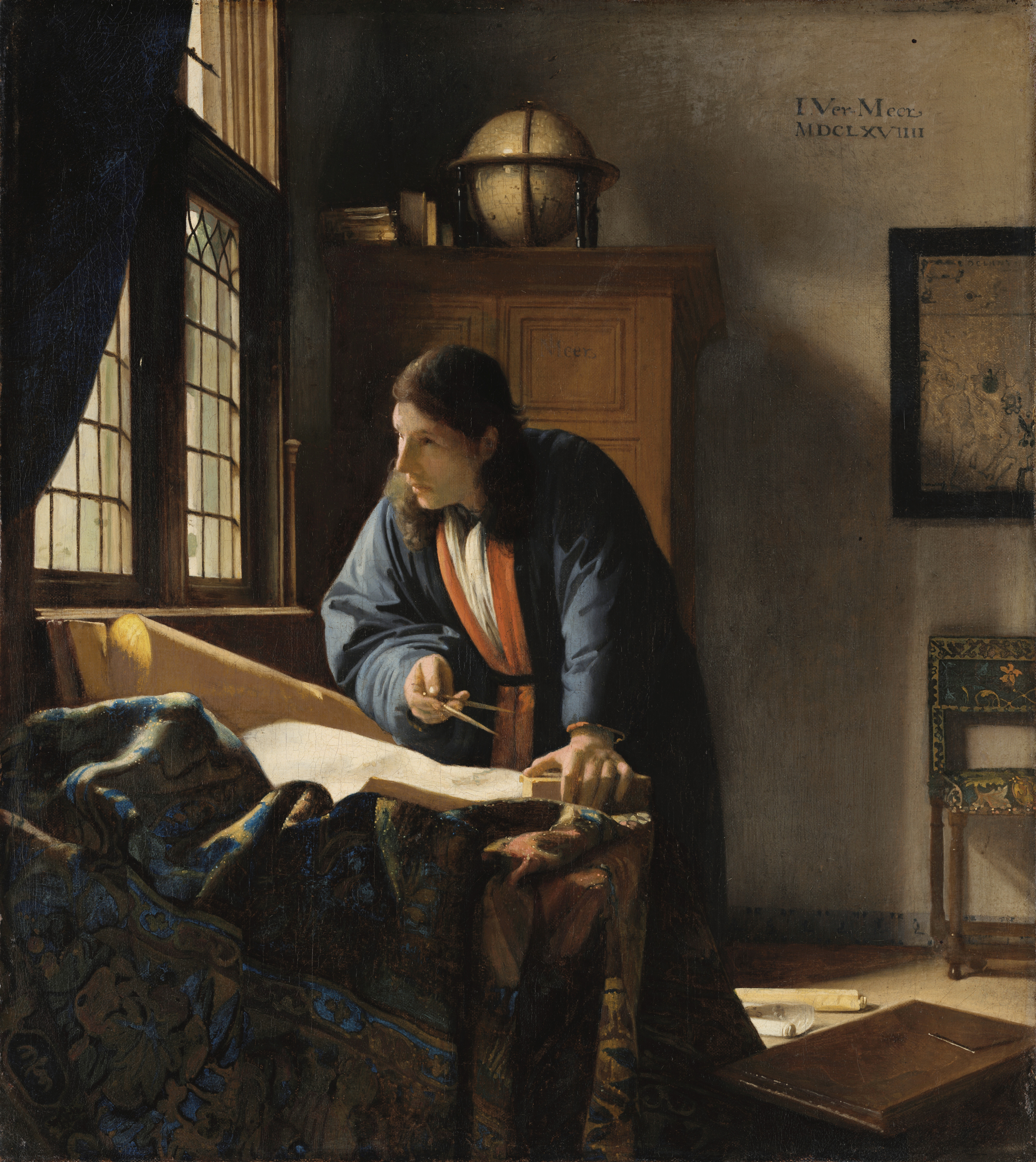
Vermeer, Le Géographe, 1669, conservé au Städelsches Kunstinstitut, à Francfort-sur-le-Main.

Après la Renaissance et les grandes découvertes, la géographie s'impose comme une discipline à part entière dans le domaine scientifique.
Nicolas Copernic développe la théorie de l'héliocentrisme selon laquelle le Soleil est au centre de l'Univers et que la Terre tourne autour du Soleil. Gérard Mercator publie en 1569 une mappemonde en dix-huit feuillets appelée « projection Mercator » qui fournit aux navigateurs une réelle description des contours des terres.

### Époque contemporaine

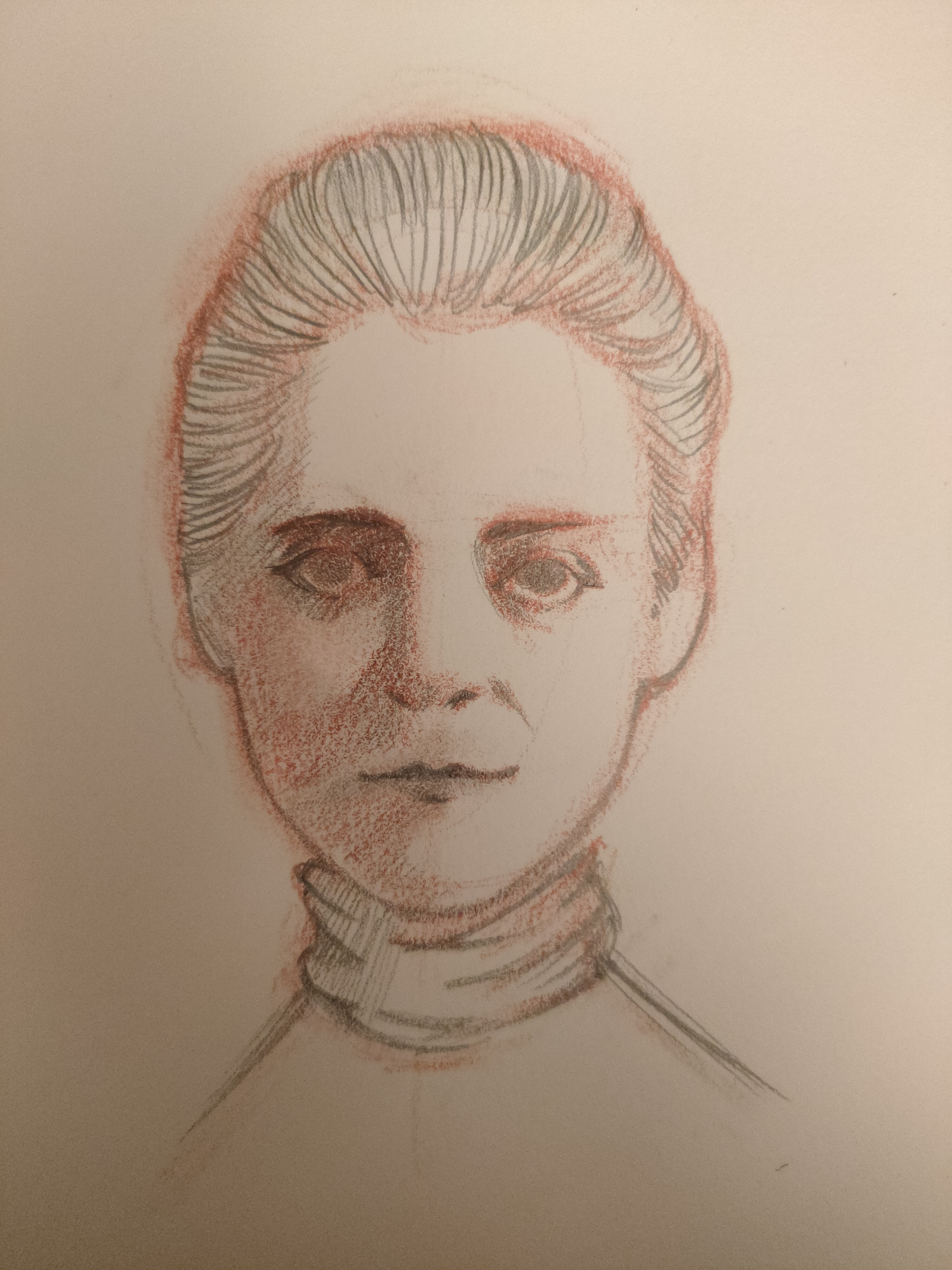
Martha Krug-Genthe, première femme docteure en géographie au monde en 1901

Entre le XIXe et le XXe siècle, plusieurs courants se développent tentant de démontrer l'interaction entre l'homme et la nature, avec plus ou moins de succès et de rigueur d'approche :
- le courant déterministe, emmené par le géographe allemand Carl Ritter. Le déterminisme considère qu'une cause naturelle produit une conséquence sociale ;
- le courant environnementaliste, développé par le géographe allemand Friedrich Ratzel. Tout être vivant est le produit du milieu dans lequel il vit ;
- le courant possibiliste de Vidal de La Blache qui cherche à nuancer les approches précédentes. Il n'y a pas de déterminants géographiques, mais des possibilités que l'homme choisit, ou non, d'utiliser. La nature propose, l'homme dispose.

L'École française de géographie, créée par Paul Vidal de La Blache, développe aussi une spécificité : la géographie régionale. Il s'agit de traiter de l'unique, de la région (« idiographie » ou travail sur les spécificités), évitant ainsi les dérives nomothétiques, mais tombant dans une connaissance encyclopédique.
Élisée Reclus est l'auteur d'une encyclopédie (la Nouvelle Géographie universelle, en 19 tomes). Son regard géographique fut influencé par ses convictions anarchistes.

### Les Grandes Mutations duXXesiècle
La nouvelle géographie se développe à partir des années 1960 aux États-Unis et gagne la France, la Suisse et surtout l'Allemagne dans les années 1970. Elle est directement influencée par les géographies anglo-saxonnes et scandinaves. Inspirée par les mathématiques (statistiques) et les règles de l'économie, cette géographie tente d'établir des « lois » universelles (science nomothétique).
En créant des connaissances multidisciplinaires, la géographie donne des clés de lecture et d’analyse des grands enjeux contemporains liant espaces et sociétés. Elle s’adresse à divers publics : les politiques, les médias, les scientifiques, ainsi que la société dans son ensemble. Dans notre monde de plus en plus globalisé, cette discipline permet notamment d'appréhender de manière multiscalaire et critique les flux de biens, d'informations et de personnes afin de résoudre les défis posés par les changements climatiques, l'urbanisation, ou encore les migrations et les conflits armés. La géographie constitue ainsi un outil d'expertise et d’éducation de ces enjeux, permettant d'agir sur un plan local, national et global,.

## Branches scientifiques

### Géographie mathématique
La géographie mathématique se concentre sur la surface de la Terre, l'étude de sa représentation mathématique et sa relation à la Lune et au Soleil. Elle est la première forme de science géographique apparue pendant l'antiquité grecque et comprend aujourd'hui les disciplines scientifiques et techniques suivantes :
- la géodésie, science ayant pour objet l'étude de la forme et la mesure des dimensions de la Terre ;
- la cartographie, la réalisation et l'étude des cartes. Le principe majeur de la cartographie est la représentation de données sur un support réduit représentant un espace réel ;
- la géographie astronomique ;
- la géomatique, développée récemment, une branche de la géographie qui se distingue des précédentes par le recours à l'outil l'informatique pour analyser le territoire. Elle complète les systèmes d'information développés par ailleurs dans d'autres disciplines par une référence spatiale : la localisation géographique, couramment définie par un système de coordonnées géographiques (X, Y, Z). On distingue ainsi les systèmes d'information géographique (SIG) et la télédétection satellite ;
- l'analyse spatiale, qui recouvre un ensemble d'outils mais aussi de concepts permettant de modéliser les structures spatiales et d'analyser les dimensions spatiales de la vie en société ;
- la photogrammétrie, permettant de déterminer les dimensions et les volumes des objets à partir de mesures effectuées sur des photographies montrant les perspectives de ces objets ;
- la topographie.

La géographie mathématique inclut les sciences suivantes :
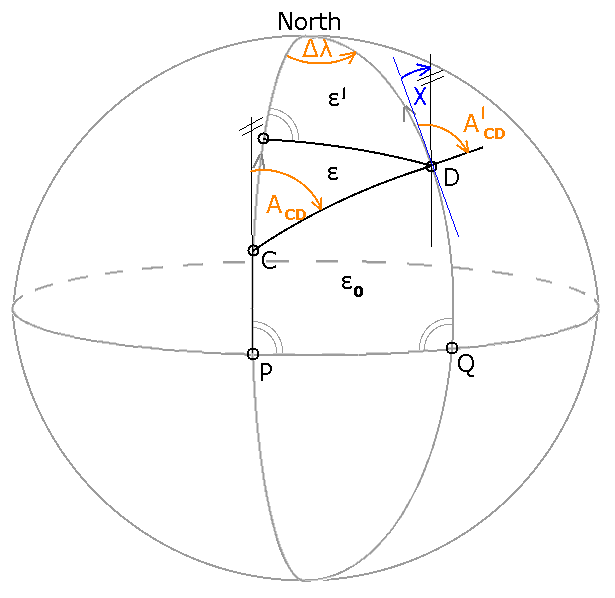
Géodésie
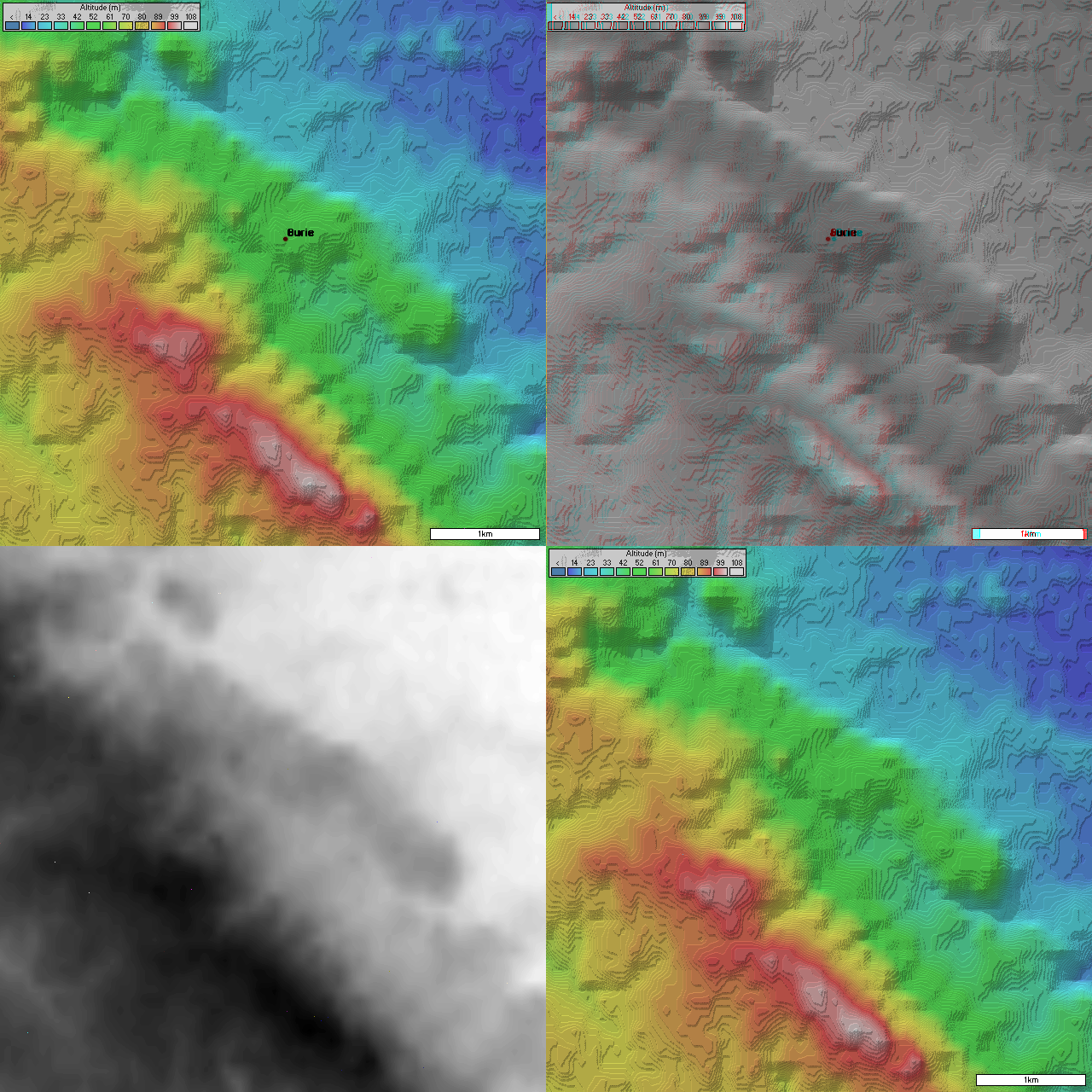
Topographie
Cartographie
Géographie astronomique

### Géographie physique
La géographie physique est une discipline qui a pour but de « décrire, comparer et expliquer les paysages ». Elle s'organise en plusieurs spécialités : la géomorphologie (structurale et dynamique), la climatologie, l'hydrologie, la biogéographie et la paléogéographie. Ces disciplines concourent à l'analyse du milieu naturel, on dit plus communément aujourd'hui, des paysages, qui est un géosystème : ensemble géographique doté d'une structure et d'un fonctionnement propres, qui s'inscrit dans l'espace et dans le temps (échelles spatio-temporelles). Le géosystème comporte des composants abiotiques, biotiques et anthropiques qui sont en interaction :
- les composants abiotiques (« sans vie », les facteurs du milieu autres que ceux du vivant) relèvent :
  - de la lithosphère (les roches) ;
  - et de l'atmosphère, déterminant le climat. Le climat se manifeste dans le déplacement des masses d'air mais aussi au niveau des milieux rocheux via des agents météoriques qui participent au climat du sol, aux processus de météorisation (modifications intervenant dans les roches sous l'effet des phénomènes atmosphériques) ;
  - et enfin, de l'hydrosphère (les eaux) dont l'étude générale est le domaine de l'hydrologie qui se subdivise en hydrologie continentale et en hydrologie marine (ou océanographie). L'hydrographie concerne l'étude de la répartition des eaux (voir réseau hydrographique). Dans le milieu naturel, l'eau ne concerne pas seulement l'eau atmosphérique, les rivières, les lacs, les mers et océans et, les glaciers — l'eau doit être envisagée sous ses trois formes — mais aussi l'eau contenue dans la lithosphère.
- les composants biotiques (bios, la vie) représentés par la biosphère (végétaux à travers la phytogéographie et animaux y compris la faune du sol dans la pédofaune) ;
- les composants anthropiques (anthrôpos, l'homme). L'étude actuelle des géosystèmes est caractérisée par une prise en compte plus grande de l'anthropisation, de même que l'accent est mis sur l'évolution dans le temps[17].

Ainsi par exemple, la géomorphologie analyse l'une des composantes du milieu naturel, en relation étroite avec les autres disciplines de la géographie physique et des sciences de la Terre (géologie). On distingue une géomorphologie structurale qui correspond dans le relief à l’expression directe de la structure, d’une géomorphologie dynamique (voire climatique) dont les formes sont liées à l’action d’un climat particulier. Cette discipline s'associe également à l'analyse du milieu dans son ensemble dans le cadre de projets d'aménagements ou de conservation des milieux naturels
La géographie physique a initialement pour objet principal le milieu. C'est la branche de la géographie qui a dominé jusque dans les années 1950-1970 par le biais de la géomorphologie, en particulier structurale, et donc l'ensemble de la discipline. L'étude de géographie physique et du paysage était la base de l'étude de la géographie pour le père de la géographie française, Paul Vidal de La Blache. Pour comprendre l'organisation des sociétés humaines, il fallait analyser le milieu dans lequel vivaient les hommes. L'historien Lucien Febvre a qualifié cette démarche possibiliste, « la nature distribue les cartes, l'homme joue la partie » (J.-P. Alix, L'Espace humain) (possibilisme). Les évolutions épistémologiques des années 1960 ont fortement affaibli la géographie physique, des géographes tel qu'Yves Lacoste ont fortement critiqué une emprise trop forte de la géographie physique comme élément explicatif de l'organisation des sociétés humaines (déterminisme).
La géographie physique a aujourd'hui profondément changé. Elle s'intéresse de plus en plus au rôle de l'homme dans la transformation de son environnement physique. Parmi les concepts les plus utilisés, on trouve l'anthropisation (voir par exemple les atouts et les contraintes dans les travaux de J.-P. Marchand, université de Bretagne, sur le climat de l'Irlande).
La place de la géographie physique est débattue au sein même de la géographie. Certains voient en la géographie physique une science de la nature, d'autres comme J.-P. Marchand affirme : « géographie physique, science sociale ». L'unité de la discipline est souvent remise en question pour deux raisons. Certains géographes physiciens se sont fortement rapprochés des unités de recherches des sciences de l'environnement. Certains géographes humanistes rejettent au nom du déterminisme une explication physique de l'organisation des espaces humains.
Certains géographes physiciens intègrent les concepts de la géographie humaine et des sciences sociales. Ils plaident pour un renouveau de la géographie physique parfois appelée, géographie de l'environnement. Les études dans le domaine du développement durable en sont des exemples. Yvette Veyret en géomorphologie, Martine Tabeaud en climatologie ou encore Paul Arnoud en biogéographie tentent de réconcilier géographie physique et géographie humaine en alliant études environnementales, prise en compte des acteurs géopolitiques et des aménagements.

La géographie physique inclut les sciences suivantes :
Biogéographie
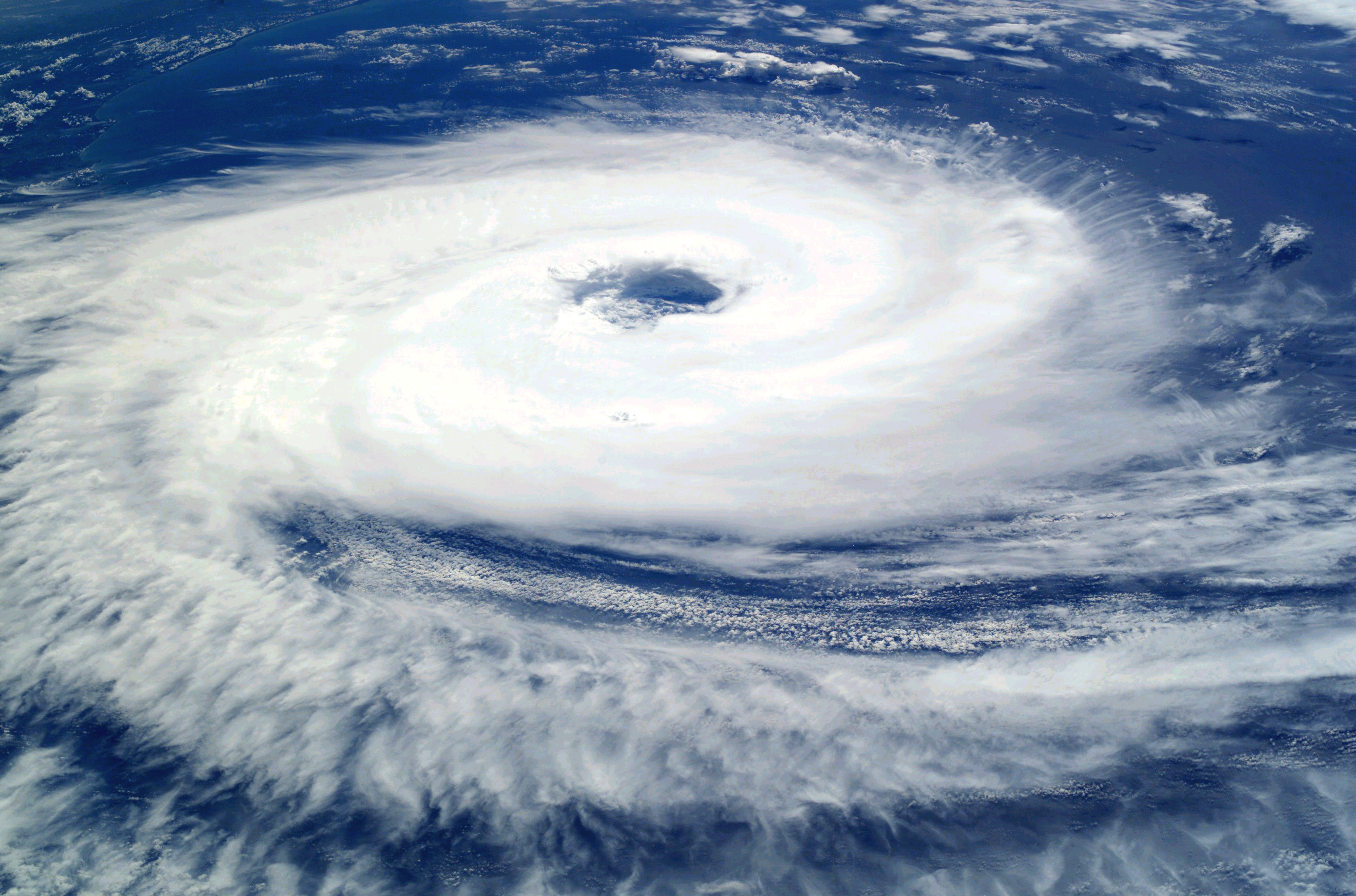
Climatologie et Météorologie
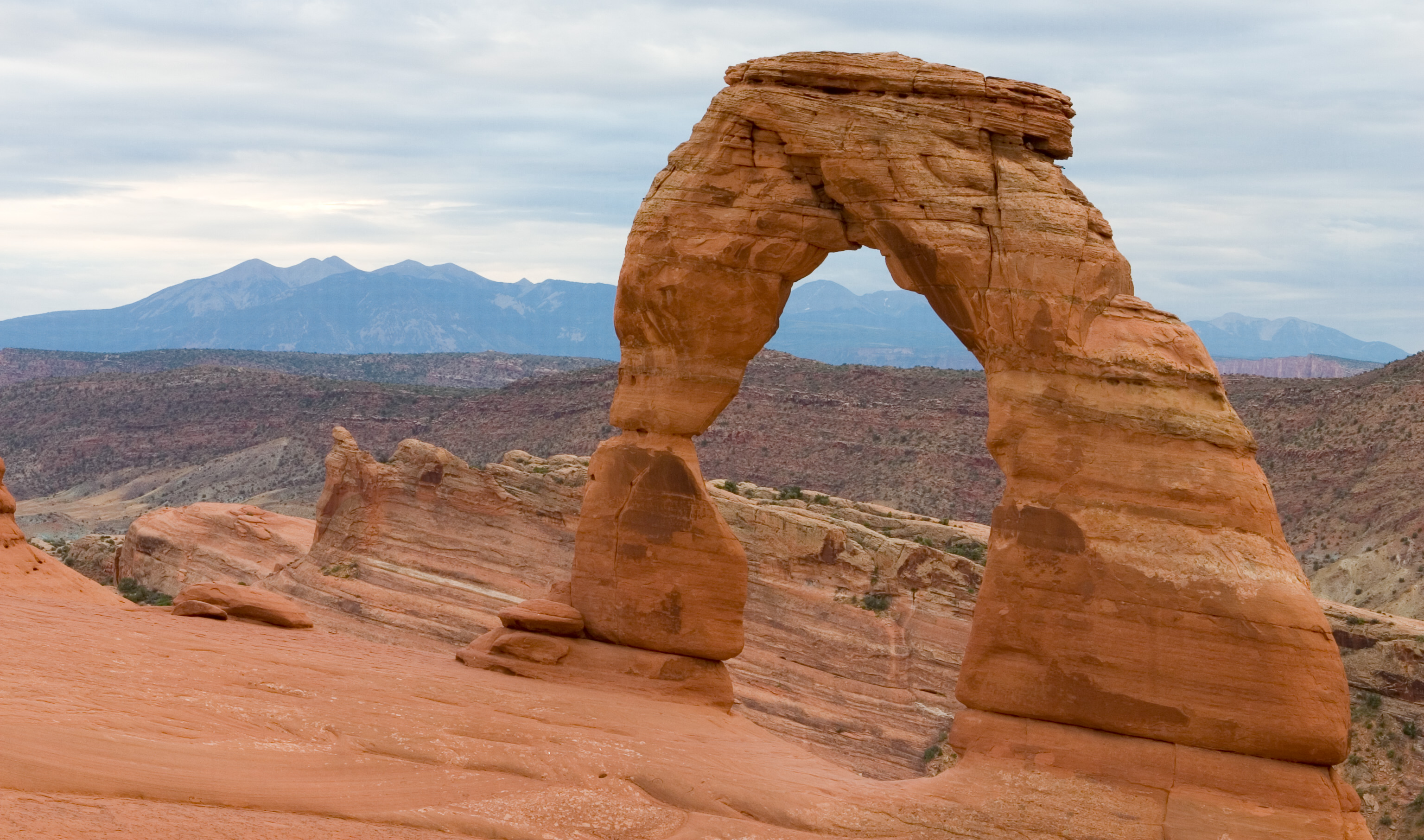
Géomorphologie
Glaciologie
Hydrologie et Hydrographie
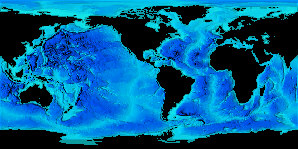
Océanographie
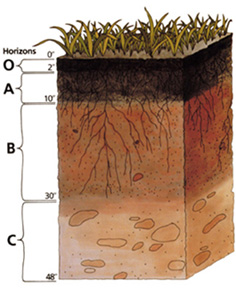
Pédologie
Paléogéographie

### Géographie humaine

#### Géographie générale
La géographie humaine est l'étude spatiale des activités humaines à la surface du globe, donc l'étude de l'écoumène, c'est-à-dire des régions habitées par l'homme. L'analyse de géographie humaine se fait à cette époque par le prisme de densités : on cherche à comprendre les préférences qui guident les hommes dans le choix du lieu où ils vont habiter. La géographie universitaire du début du XXe siècle insiste sur le poids de l'histoire. Dans cette approche, l'interaction entre les hommes et la nature au moyen de leurs connaissances et de leur histoire propre conduit à distinguer les sociétés et les régions en fonction de leur genre de vie.
La géographie humaine était au début du XXe siècle le parent pauvre de la discipline. Comme la géographie physique, c'était avant tout une discipline très descriptive et peu analytique. Dans les années 1920-1930, une approche économique de la géographie humaine se développe autour d'Albert Demangeon proche de l'école des Annales. Mais, c'est toujours la géographie régionale qui domine lors de cette période. Dans les années 1960 se développe la nouvelle géographie, ou analyse spatiale, qui a l'ambition de dégager des lois universelles à l'organisation de l'espace par l'homme. Cette approche positiviste occupera longtemps une place de choix au sein des courants géographiques. La géographie humaine est renouvelée à la fin des années 1970 par Yves Lacoste, créateur et fondateur de la revue Hérodote en 1976 (intitulée d'abord Stratégies géographies idéologies, puis en 1983 Revue de géographie et de géopolitique) et auteur de l'essai La Géographie, ça sert d'abord à faire la guerre. Il réhabilite alors une approche politique de la géographie, science dont il pense qu'elle peut être utilisée pour servir la cause des opprimés.
Une certaine partie des géographes rejettent entièrement la géographie physique en affirmant la géographie comme une science sociale, cette vision est notamment relayée dans la revue Espace-Temps fondée en 1975 par Jacques Lévy et Christian Grataloup.
Aujourd'hui, la géopolitique tend à analyser les conséquences de la mondialisation (géoéconomie) et la gestion des ressources naturelles (l'or ; l'or bleu - l'eau ; l'or noir - le pétrole ; l'or vert - la forêt) sont les objets les plus étudiés par la géographie humaine. La géographie humaine s'est aussi enrichie d'une approche culturelle (la géographie culturelle étudie les pratiques et les modes de vie des populations). La géographie du genre, héritière du postmodernisme et sous-branche de la géographie culturelle, se développe en France depuis la fin des années 1990.
Jacqueline Beaujeu-Garnier soutient sa thèse en 1947 sur la géomorphologie des marges du Morvan (géographie physique) ainsi que sur la géographie humaine et régionale d'une vallée des Alpes autrichiennes, devenant la première femme docteure d'état en géographie en France. Elle est une pionnière en géographie de la population et en géographie urbaine.

#### Géographie régionale
La géographie régionale est un courant géographique qui recherche à diviser l'espace en régions. La première étape de cette démarche consiste donc à regrouper sous cette appellation des lieux auxquels on attribue une certaine homogénéité. Ensuite, on pourra dire en quoi cette région est un individu géographique, en quoi elle se distingue des autres régions. Dès les années 1950 dans le monde anglo-saxon, puis avec un retard d'une dizaine, voire une vingtaine d'années en France, le paradigme de la région est vivement critiqué, notamment autour de la revue L'Espace géographique. Si l'approche régionale est considérée obsolète, c'est en vertu de bouleversements mondiaux comme la révolution des transports ou la mondialisation. Ces critiques vont favoriser l’émergence d'un courant qui se veut plus scientifique et objectif : l'école de l'analyse spatiale.
Depuis les années 1970 et 1980, la géographie a vu se développer de nouvelles branches de sa discipline en accord avec une approche pluridisciplinaire (notamment l'utilisation des outils en provenance des disciplines économiques, mathématiques, sciences politiques, sociologiques, et informatiques), inspirée par les géographies scandinave, nord-américaine et anglaise, notamment à travers les approches variées de :

La géographie humaine inclut les sciences suivantes :
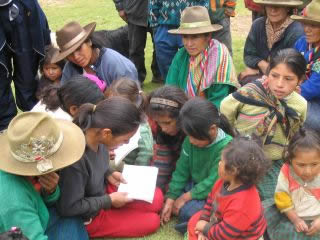
Géographie culturelle
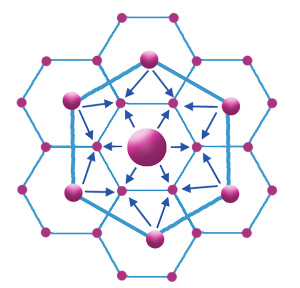
Géographie économique
Géographie historique
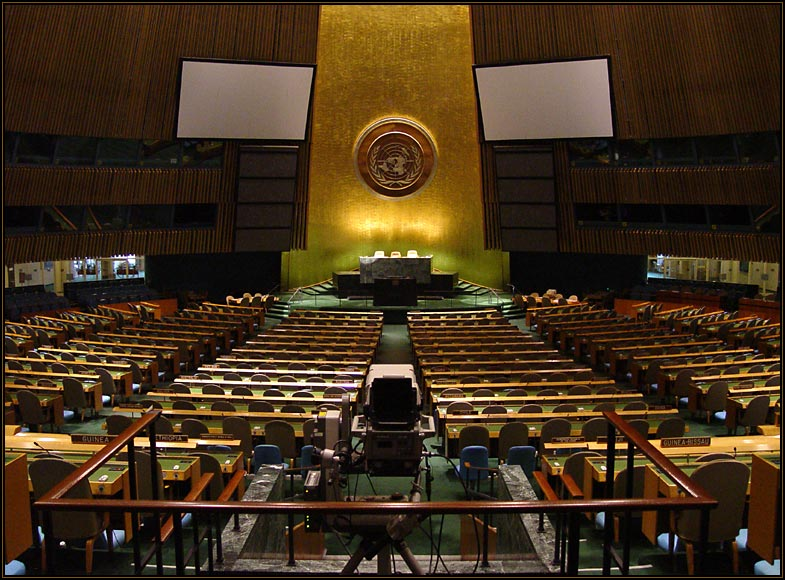
Géographie politique et Géopolitique
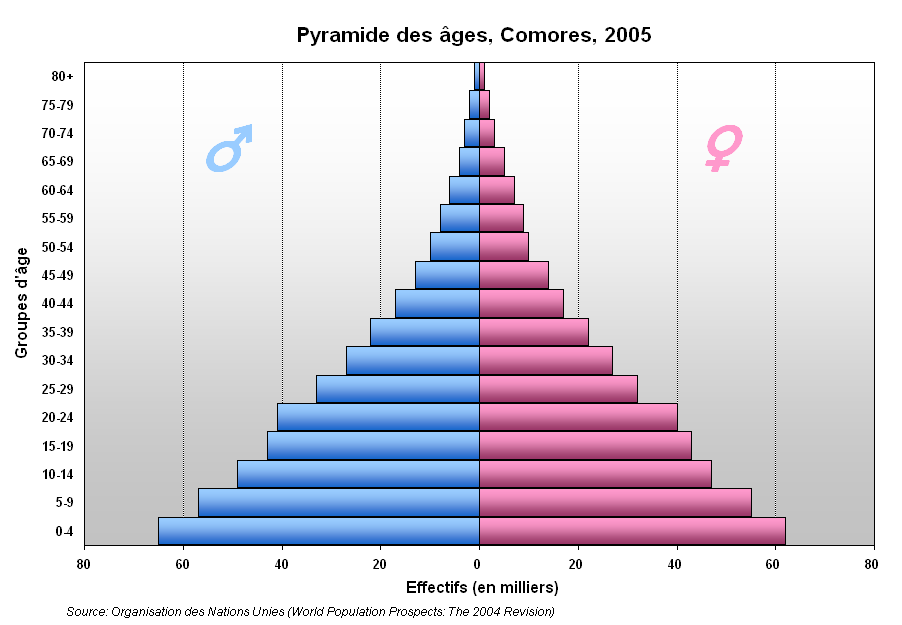
Géographie de la population ou Demographie
Géographie religieuse
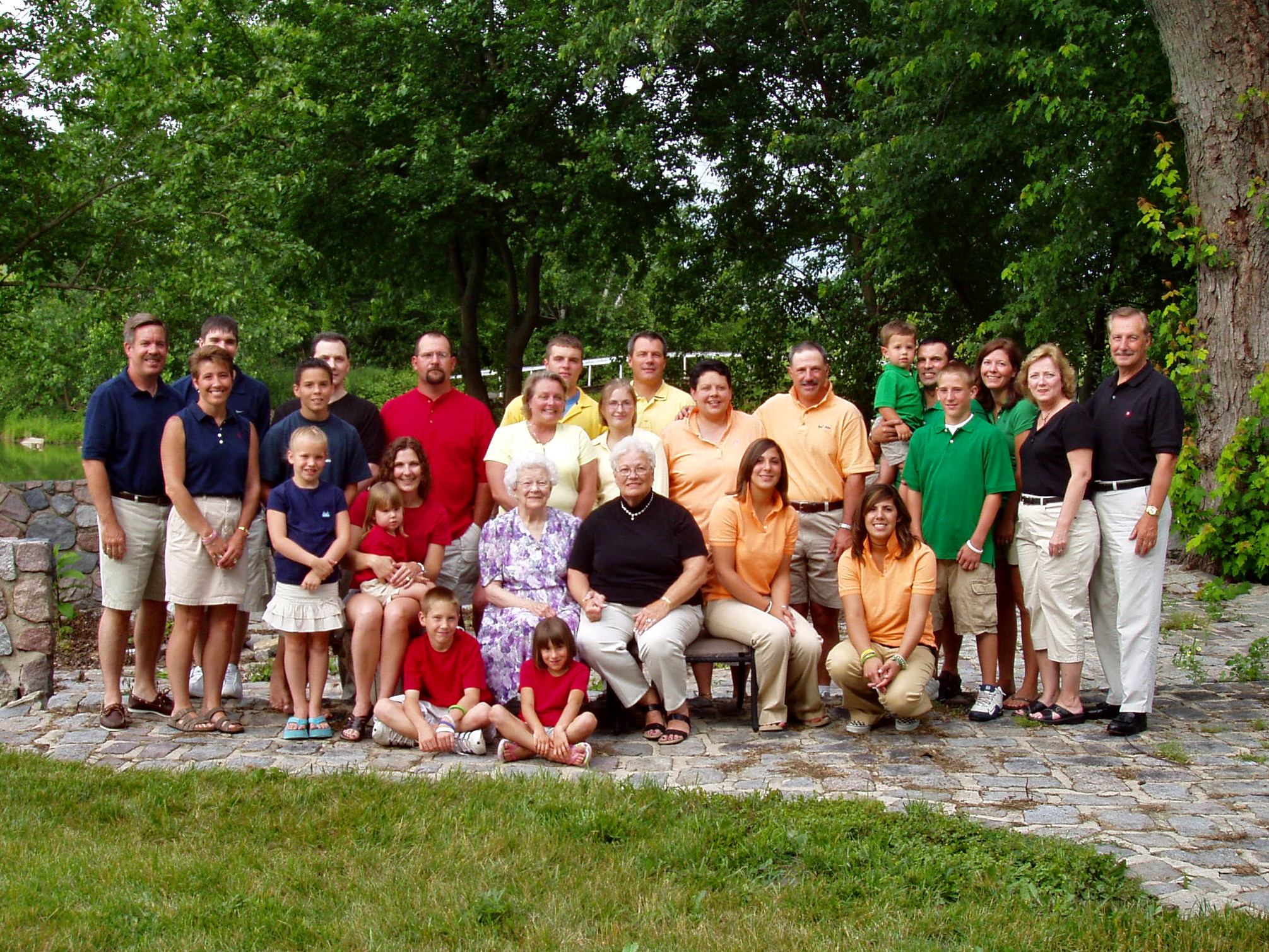
Géographie sociale
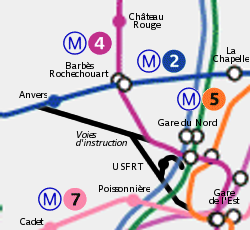
Géographie des transports
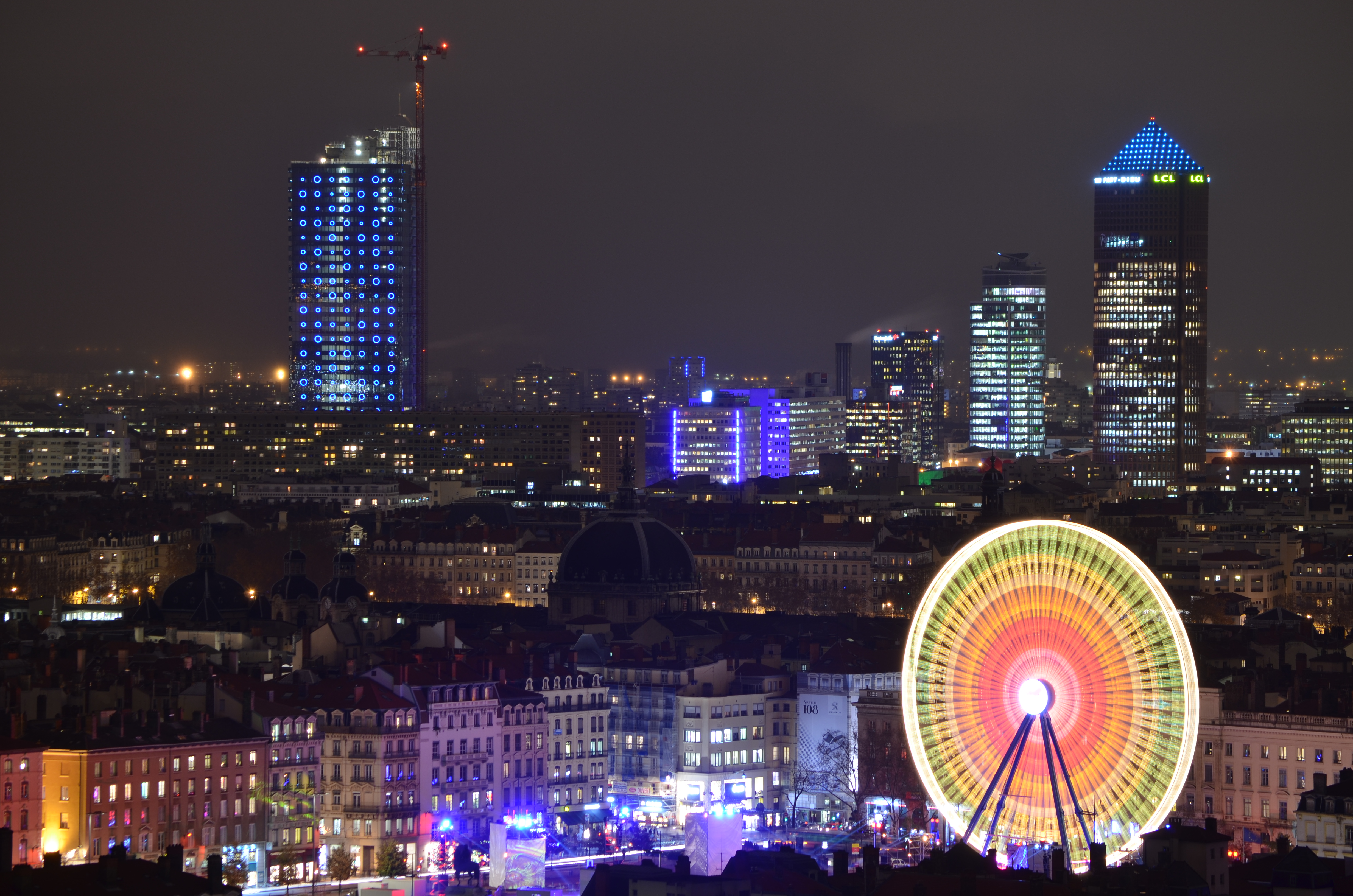
Géographie urbaine
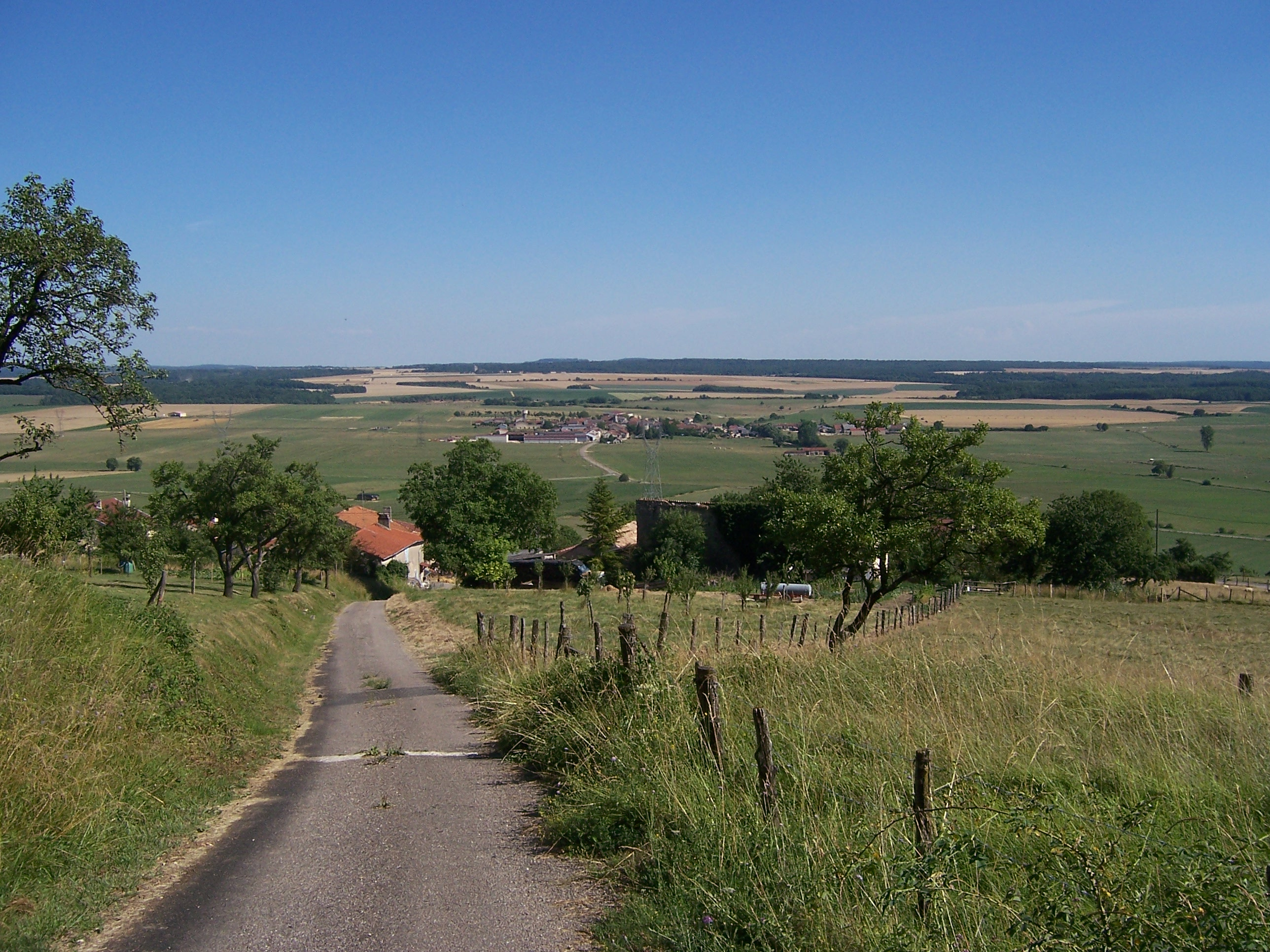
Géographie rurale
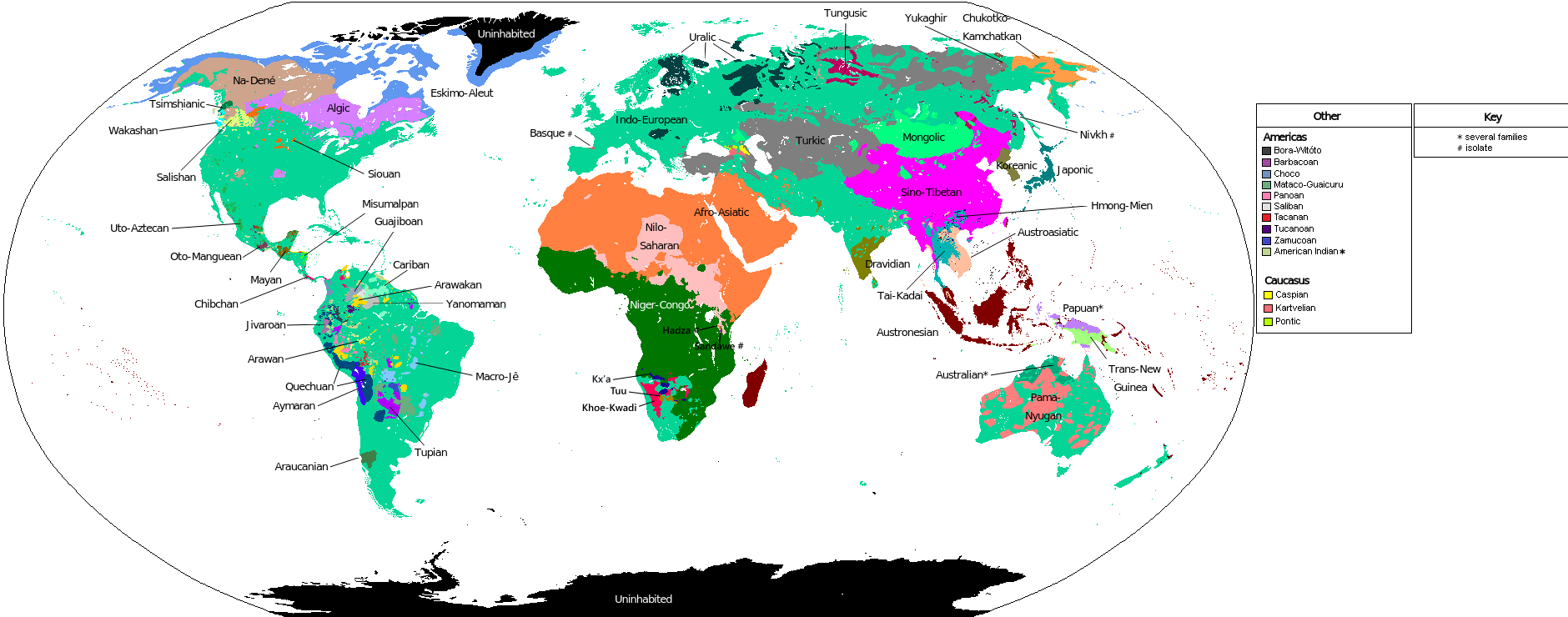
Géolinguistique

### Champs relatifs
L'économie spatiale est un domaine aux confins de la géographie économique et de la microéconomie. Elle étudie les questions de localisation économique, et les relations économiques entre le mondial (mondialisation) et le local (aménagement du territoire, pôle de compétence, délocalisation, etc.).
La notion d'échelle – ou approche multiscalaire – est essentielle en géographie : suivant que le géographe étudie toute la planète (petite échelle) ou seulement une partie de celle-ci (grande échelle), on parle de géographie générale ou de géographie régionale. De nos jours, on préfère toutefois parler de géographie thématique à la place de géographie générale et de géographie des territoires à la place de géographie régionale.

### Autres planètes
Avant les années 1970, l'astronomie était une tout autre science. Depuis l'exploration spatiale, la géographie est aussi l'étude des caractéristiques physiques de tous les corps célestes ; aucun mot spécifique n'a été créé pour chacun. Depuis que leurs surfaces commencent à être connues, une même approche guide les études.

#### Exception
Seul sélénographie semble utilisé. Le terme aréographie pour Mars, par exemple, a bien été proposé, mais n'a rencontré que très peu de succès.

## Méthodes et techniques
La géographie nécessite d'être capable de situer les différentes parties de la Terre les unes par rapport aux autres. Pour ce faire, de nombreuses techniques ont été développées à travers l'histoire.
Longtemps[Combien ?] les géographes se sont posé quatre questions majeures lorsqu'ils regardaient la Terre, s'inscrivant en cela dans une démarche descriptive et analytique :
1. Qui : les individus et les sociétés produisent leur espace avec leurs valeurs et leurs modes de vie ;
2. Quoi : l'impact de ces hommes, qu'il soit économique, social, ou environnemental, produit de leurs institutions, de la recherche, des techniques, des échanges ou encore de l'exploitation des ressources naturelles ;
3. Où : le lieu de ces activités humaines ; plus généralement la raison des localisations ;
4. Quand : la période historique où les individus ou les sociétés produisent des espaces qui s'ajoutent ou concurrencent les précédents.

Comme les interrelations spatiales sont la clé de cette science synoptique, les cartes sont un outil clé. La cartographie classique a été rejointe par une approche plus moderne de l'analyse géographique, les systèmes d'information géographique (SIG) informatisés.
Dans leur étude, les géographes utilisent quatre approches interdépendantes :
- Systématique - Regroupe les connaissances géographiques en catégories pouvant être explorées globalement.
- Régional - Examine les relations systématiques entre catégories pour une région ou un endroit spécifique de la planète.
- Descriptif - Indique simplement l'emplacement des entités et des populations.
- Analytique - Demande pourquoi nous trouvons des caractéristiques et des populations dans une zone géographique spécifique.

### Cartographie

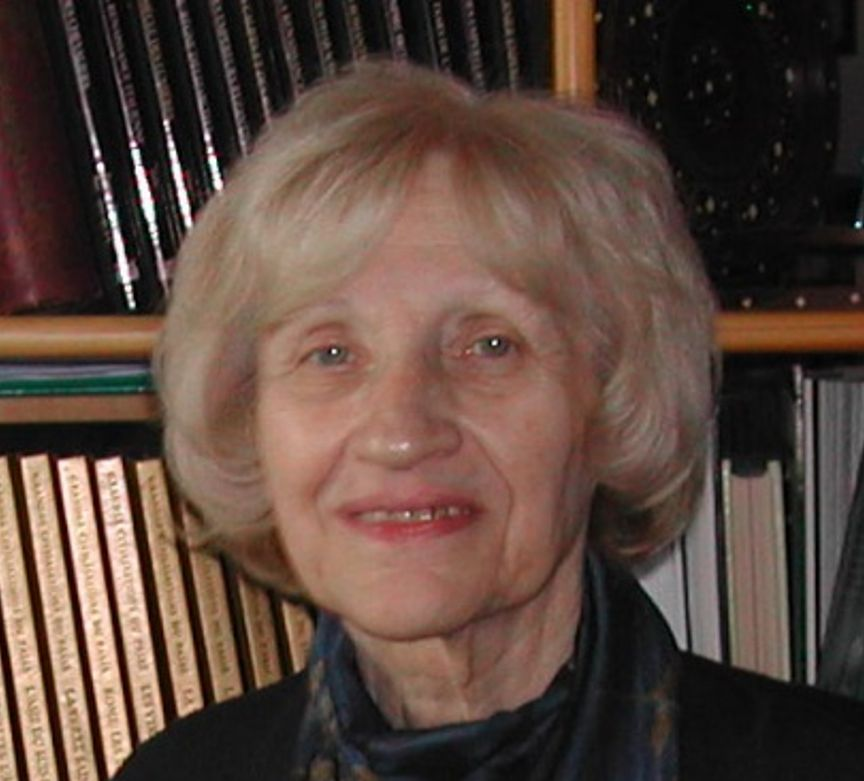
Colette Cauvin développe les anamorphoses cartographiques auxquelles son nom est rattaché en France et participe à la diffusion des cartes piézoplèthes.

La cartographie étudie la représentation de la surface de la Terre et des activités humaines. Bien que d'autres sous-disciplines de la géographie s'appuient sur des cartes pour présenter leurs analyses, la réalisation de cartes est assez abstraite pour être considérée séparément. La cartographie est passée d'une collection de techniques de rédaction à une science réelle.[réf. nécessaire]
Les cartographes doivent apprendre la psychologie cognitive et l'ergonomie pour comprendre quels symboles véhiculent les informations sur la Terre le plus efficacement, et la psychologie comportementale pour inciter les lecteurs de leurs cartes à agir sur l'information. Ils doivent apprendre la géodésie et les mathématiques assez avancées pour comprendre comment la forme de la Terre affecte la distorsion des symboles de carte projetés sur une surface plane pour la visualisation. On peut dire, sans trop de controverse, que la cartographie est la graine à partir de laquelle le plus grand domaine de la géographie a grandi.

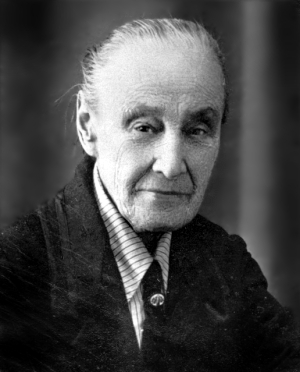
Vera Batz (1866-1943) réalise plusieurs études de cartographie des sols en URSS et dans des sujets connexes en botanique et entomologie. Elle est l'une des premières femmes à ce poste.

Colette Cauvin, est une géographe des transformations cartographiques en France.

### Systèmes d'information géographique
Un système d'information géographique (SIG) est un système d'information capable d'organiser et de présenter des données alphanumériques spatialement référencées, ainsi que de produire des plans et des cartes. Ses usages couvrent les activités géomatiques de traitement et diffusion de l'information géographique. La représentation est généralement en deux dimensions, mais un rendu 3D ou une animation présentant des variations temporelles sur un territoire sont possibles, incluant le matériel, l’immatériel et l’idéel, les acteurs, les objets et l’environnement, l’espace et la spatialité.
L'usage courant du système d'information géographique est la représentation plus ou moins réaliste de l'environnement spatial en se basant sur des primitives géométriques : points, des vecteurs (arcs), des polygones ou des maillages (raster). À ces primitives sont associées des informations attributaires telles que la nature (route, voie ferrée, forêt, etc.) ou toute autre information contextuelle (nombre d'habitants, type ou superficie d'une commune par ex.). Le domaine d'appartenance de ces types de systèmes d'information est celui des sciences de l'information géographique.
Cet usage se vulgarise par la possibilité d'insérer facilement dans les pages d'un site Internet des cartes superposant des données à un fond cartographique, au moyen d'interfaces de programmation (API, pour Application Programming Interface). Les exemples les plus connus en sont Google Maps API, Microsoft®Bing Maps, etc. Pour les développeurs désireux d'intégrer les standards majeurs de l'information géographique, la bibliothèque libre JavaScript Leaflet réunit une large communauté d'organismes officiels et de spécialistes.
Mei Po Kwan fait partie, avec Susan Hanson de géographes qui promeuvent les Systèmes d’information géographique comme outils de la géographie féministe,.

### Télédétection
La télédétection désigne, dans son acception la plus large, la mesure ou l'acquisition d'informations sur un objet ou un phénomène, par l'intermédiaire d'un instrument de mesure n'ayant pas de contact avec l'objet étudié. C'est l'utilisation à distance de n'importe quel type d'instrument (par exemple, d'un avion, d'un engin spatial, d'un satellite ou encore d'un bateau) permettant l'acquisition d'informations sur l'environnement. On fait souvent appel à des instruments tels qu'appareils photographiques, lasers, radars, sonars, sismographes ou gravimètres. La télédétection moderne intègre normalement des traitements numériques mais peut tout aussi bien utiliser des méthodes non numériques.

### Méthodes de géographie quantitative
La géostatistique est une discipline à la frontière entre les mathématiques et les sciences de la Terre. Son principal domaine d'utilisation a historiquement été l'estimation des gisements miniers, mais son domaine d'application actuel est beaucoup plus large et tout phénomène spatialisé peut être étudié en utilisant la géostatistique.
L'analyse des données géographiques : géographes, urbanistes et aménageurs utilisent de plus en plus de vastes tables de données fournies par les recensements ou par des enquêtes. Ces tables contiennent tant de données détaillées qu'une méthode est nécessaire pour en extraire les principales informations. C'est le rôle de l'analyse multivariée (appelée aussi, sous ses diverses formes : analyse des données, analyse factorielle ou analyse des correspondances ou Statistique multivariée). Il s'agit de transformer la table des données en matrice des corrélations des variables pour en extraire les vecteurs propres (ou facteurs ou composantes principales) et produire un changement de variables.
Premier avantage : certaines variables du recensement (prix du sol, revenus, loyers, etc) seront remplacées par un facteur unique qui les résumera en opposant ménages riches/ménages pauvres dans la ville. Au lieu de dessiner plusieurs cartes redondantes, une carte du facteur représentant la structure sociale apportera une information synthétique. Deuxième avantage, l'expérience montre que l'opposition riches/pauvres constitue l'information fondamentale fournie par les recensements dans toutes les grandes villes analysées dans le monde. Toutes les cartes représentant des données socio-économiques répéteront cette structure. Mais il existe d'ordinaire d'autres phénomènes intéressants (opposition jeunes/vieux, retraités/actifs, quartiers récents/quartiers de peuplement ancien, quartiers ethniques, etc.) qui seront cachés par ce phénomène dominant. L'analyse multivariée produit de nouvelles variables orthogonales par construction, c'est-à-dire indépendantes. Ainsi, chaque facteur représentera un phénomène social différent. L'analyse permettra de reconnaître la structure cachée qui sous-tend les variables.
Ces méthodes sont très puissantes, indispensables mais offrent aussi de nombreux pièges. Différentes formes d'analyse multivariées sont utilisées, selon la métrique choisie (en général, métrique euclidienne usuelle ou Chi-deux, voir Test du χ²), selon la présence ou absence de rotations, selon l'utilisation de « communalités », etc. Aujourd'hui, l'utilisation d'ordinateurs puissants et de logiciels statistiques largement répandus rend ce type d'analyse tout à fait banal, ce qui multiplie les risques d'erreur.
L’ethnographie est la science de l'anthropologie dont l'objet est l'étude descriptive et analytique, sur le terrain, des mœurs et des coutumes de populations déterminées. Cette étude était autrefois cantonnée aux populations dites alors « primitives ».

## Métiers contemporains de la géographie
- Le Géographe de l'enseignement et de la recherche qui intervient essentiellement en tant que chercheur, Maître de conférences, expert ou professeur.
- Le Géographe « professionnel » qui intervient dans des domaines techniques et spécifiques de la géographie en tant que technicien (expert, généraliste, spécialiste) ou conseil.
  - Géographie humaine
    - Aménageur : spécialiste en aménagement du territoire (urbanisme, développement économique, transport, environnement, paysage, etc.).
    - Géopolitologue : spécialiste de l'étude de la géopolitique[25].
    - Urbaniste : spécialiste en urbanisme (espaces urbains, planification territoriale)[26].

  - Géographie physique
    - Climatologue : spécialiste de la climatologie.
    - Glaciologue : spécialiste de glaciologie.
    - Géomorphologue : spécialiste de géomorphologie.
    - Hydrologue : spécialiste d'hydrologie.
    - Océanographe : spécialiste d'océanographie.
    - Pédologue : spécialiste de pédologie.

  - Géographie mathématique
    - Cartographe
    - Géomaticien
    - Topographe : spécialiste de la topographie[27].
- Le Géographe de l'armée est un professionnel chargé de réaliser la topographie et la cartographie militaire.

L'urbaniste Pierre Merlin précise que « les géographes ont souvent eu tendance à considérer, en France notamment, l'aménagement (et en particulier l'aménagement urbain, voire l'urbanisme) comme un prolongement naturel de leur discipline. Il s'agit en fait de champs d'action pluridisciplinaires par nature qui ne sauraient être l'apanage d'une seule discipline quelle qu'elle soit. Mais la géographie, discipline de l'espace à différentes échelles, est concernée au premier chef ».
Il convient par ailleurs de préciser que dans cette partie, les géographes dits « professionnels » et par conséquent spécialisés dans une science particulière ne sont pas ou ne se sentent pas toujours considérés comme des géographes selon la nature de leur formation et du rapprochement que l'on peut faire avec la géographie. En effet, la plupart de ces professions (et notamment celles de géographie physique et mathématique) ont été tellement approfondies pour devenir des sciences à part entière allant au-delà de la simple analyse spatiale, que l'on emploie des termes plus précis comme climatologue, océanographe, etc.

## Organisation et diffusion du savoir

### Institutions, sociétés et centres de recherche

#### Institutions, sociétés et centres de recherche du monde francophone
- Société géographique royale du Canada (Canada)
- Société de géographie (France) qui est la plus ancienne au monde.
- Société de géographie de Genève (Suisse)

#### Autres institutions, sociétés et centres de recherche
- Société géographique royale du Canada (Canada)
- Société américaine de géographie (États-Unis)
- National Geographic Society (États-Unis)
- Société hongroise de Géographie (Hongrie)
- Société géographique italienne (Italie)
- Société géographique royale d'Angleterre (Royaume-Uni)

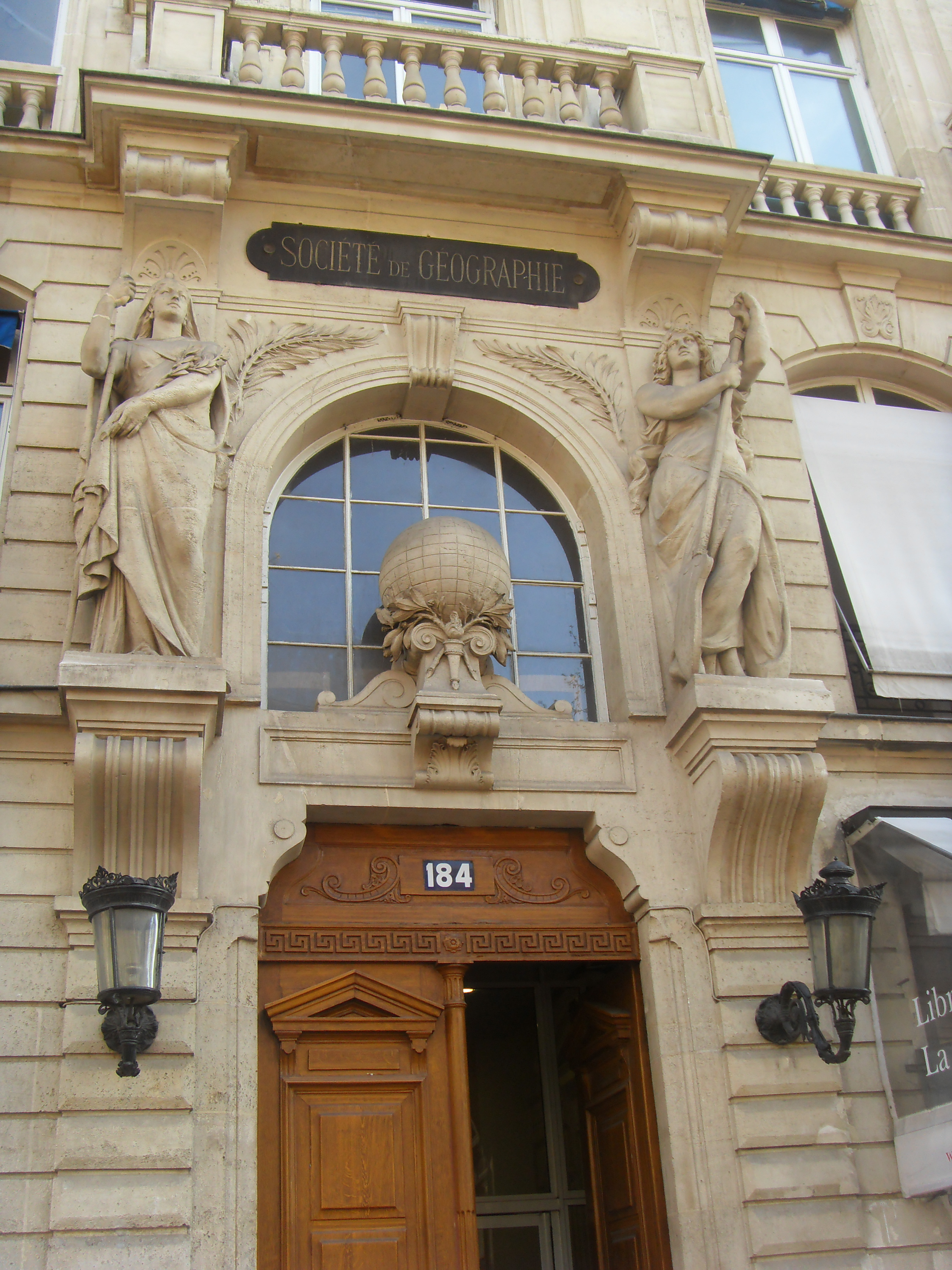
Bâtiment de la Société de Géographie
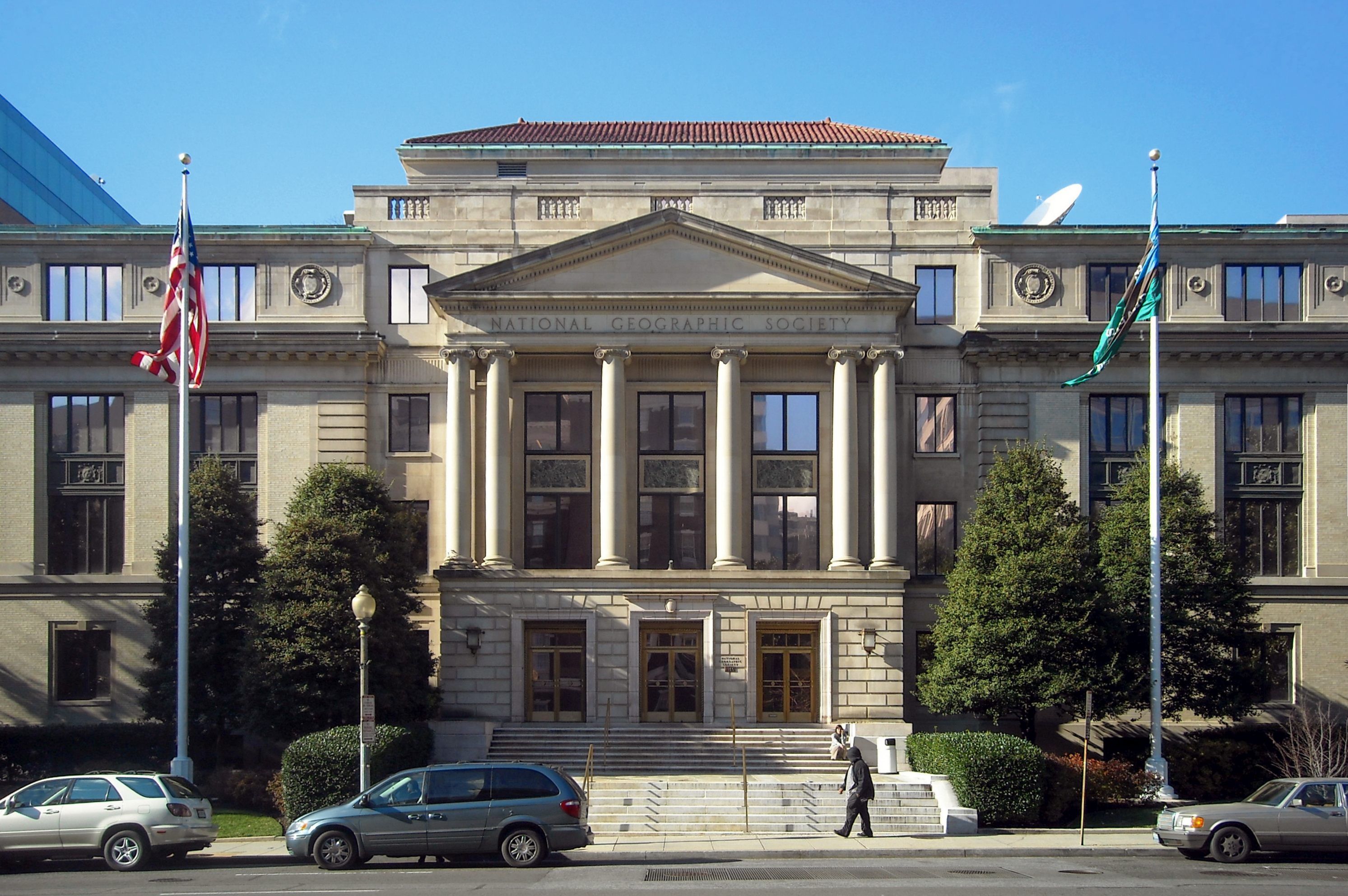
Bâtiment d'administration de la National Geographic Society à Washington, D.C

### Publications

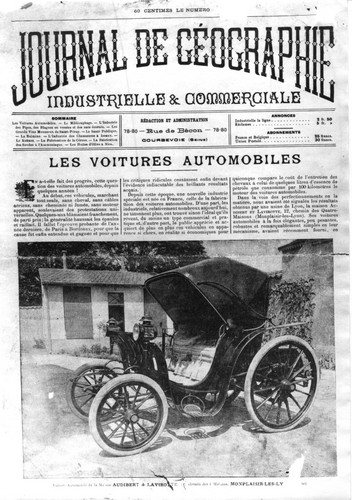
Une du Journal de géographie, décembre 1896.

#### Revues de géographie
Si les revues géographiques ont parfois des origines anciennes, bon nombre d'entre elles publient maintenant des versions électroniques.
- Annales de géographie
- Bulletin de l'Association des géographes français
- Cahiers d'Outre-Mer
- Cybergeo
- EchoGéo
- L'Espace géographique
- Espace populations sociétés
- Géocarrefour
- La Géographie
- Hérodote
- L'Information géographique
- Journal de la Société des océanistes
- Mappemonde
- Méditerranée
- Mosella
- Norois
- Revue de géographie alpine
- Revue géographique de l'Est
- Sud-Ouest européen
- Territoire en mouvement (remplace Hommes et Terres du Nord à partir de 2006)
- VertigO

Revues internationales :
- The Geographical Journal (en anglais)

#### Bases de données
- Persée

### Enseignement scolaire

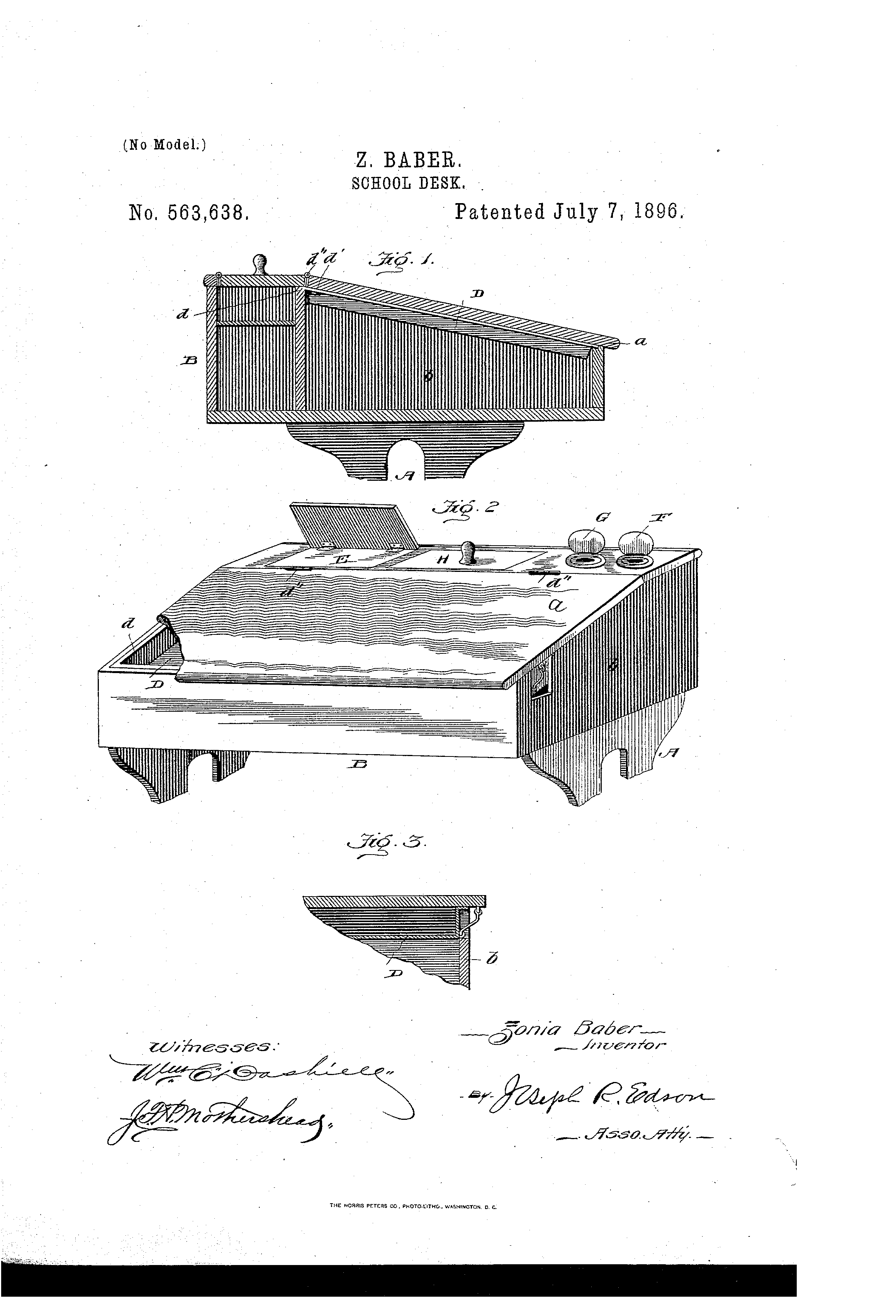
Conception de table d'école brevetée par Zonia Baber le 7 juillet 1896.

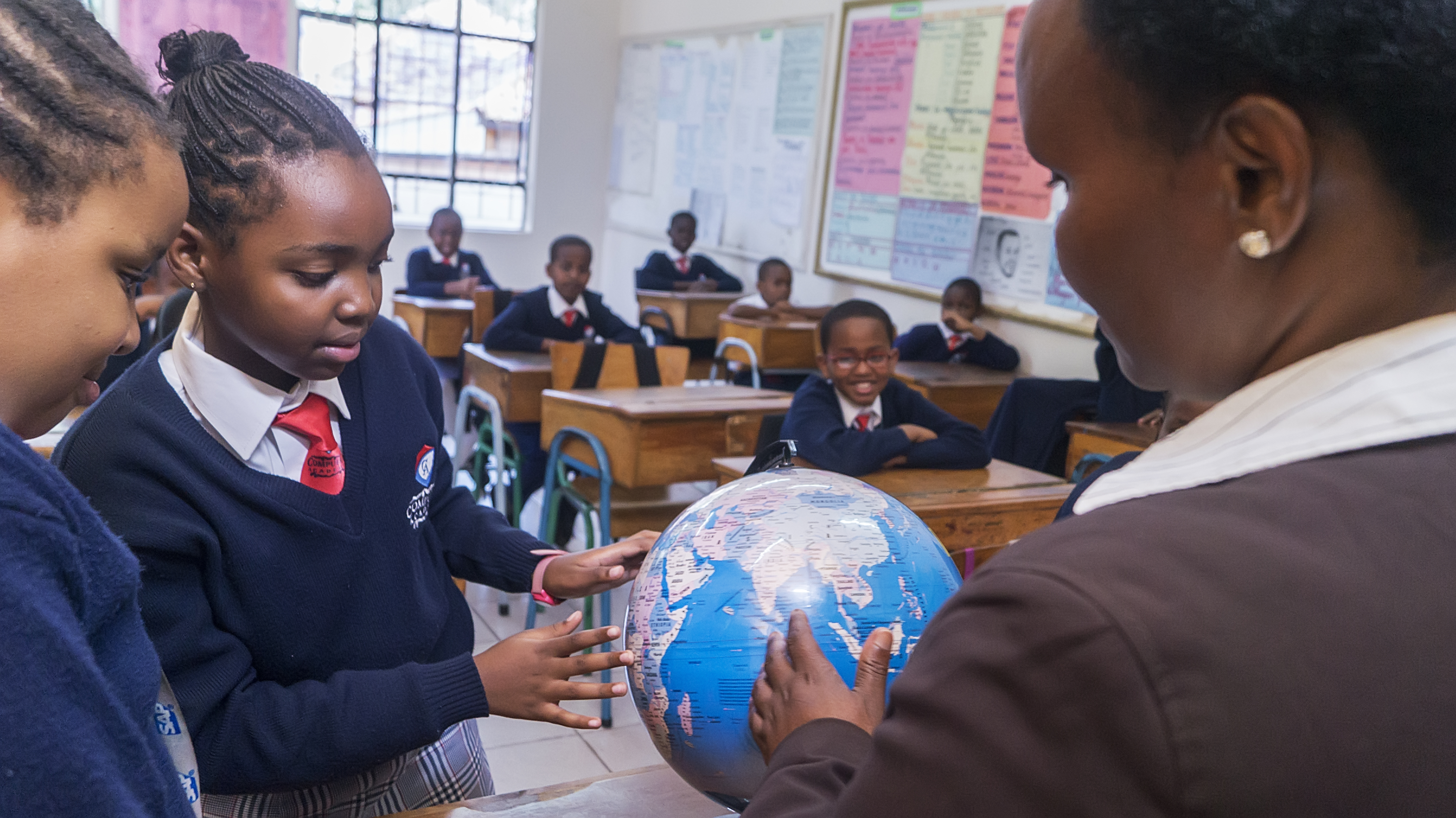
Enseignement de la géographie dans une école du Kenya.

L'enseignement de la géographie a fait l'objet de plusieurs études, notamment de la part de Jacques Scheibling ou d'Isabelle Lefort, montrant, depuis son apparition en tant que véritable discipline scolaire en France dans les années 1870 jusqu'à nos jours, son évolution en parallèle avec celle de la géographie savante.
Zonia Baber (1862-1956), est une géographe et géologue américaine connue pour avoir développé des méthodes pour l'enseignement de la géographie. Ses travaux mettent l'accent sur l'apprentissage par le terrain et l'expérimentation.
De 1870 à nos jours, de nombreuses réformes ont été mises en place faisant évoluer la discipline géographie dans l'enseignement secondaire et aussi à l'université. Ces réformes portent autant sur le contenu des programmes, qui évoluent en fonction des avancées de la géographie savante et du contexte social et historique (avec par exemple une domination de l'enseignement de la géographie régionale au début du XXe siècle, sous l'ère vidalienne), que sur les méthodes d'enseignement, l'aspect pédagogique, comme l'introduction dans les années 1960-1970 de manuels plus lisibles, avec de nombreuses photographies en couleurs. Aujourd'hui, l'enseignement de la géographie se définit plus en fonction de contraintes matérielles, comme les classes surchargées, la diminution du nombre d'heures, etc.

## Géographes notoires
- Anaximandre (610 av. J.-C. - 546 av. J.-C.) : réalise l'une des premières cartes du monde connu.
- Hérodote (480 av. J.-C. - 425 av. J.-C.).
- Ératosthène (276 av. J.-C. - 194 av. J.-C.) : calcul de latitudes et longitudes, calcul de la circonférence terrestre.
- Strabon (c. 60 av. J.-C. - c. 20 ap. J.-C.).

#### Dictionnaires
- Antoine Bailly, Robert Ferras, Denise Pumain (dir.), Encyclopédie de Géographie, Economica, Paris, 1992.
- Antoine Bailly & al., Les Concepts de la géographie, A. Colin, Paris, 1998.
- Roger Brunet & al., Les Mots de la géographie. Dictionnaire critique, 5e éd., Reclus-Doc. française, 2001  (ISBN 978-2-11-005943-7).
- Jean-Paul Charvet & al., Dictionnaire de géographie humaine, Paris, Liris, 2000.
- Pierre George, Dictionnaire de géographie, Presses universitaires de France, Paris, 1990.
- Jacques Lévy, Michel Lussault, Dictionnaire de la géographie et de l'espace des sociétés, Belin, 2003.
- Yves Lacoste, De la géopolitique aux paysages. Dictionnaire de la géographie, Collin, 2003.
- Antonio Da Cunha, Objet, démarches et méthodes : les paradigmes de la géographie, université de Lausanne, octobre 2006, avec la collaboration d'Olivier Schmid.

#### Histoire
- Philippe Pinchemel, Marie-Claire Robic, Jean-Louis Tissier (sous la direction de), Deux siècles de géographie française, Paris, Comité des travaux historiques et scientifiques, 1984, 380 p.
- Paul Claval, Histoire de la géographie, Paris, PUF, Que-sais-je ? no 65, 1995, 126 p.
- Marie-Claire Robic, Anne-Marie Briend, Mechtild Rössler (sous la direction de), Géographes face au monde. L’Union géographique internationale et les Congrès internationaux de géographie, Paris, L'Harmattan, 1996, 464 p.
- Paul Claval, Histoire de la Géographie française de 1870 à nos jours, Paris, Fernand Nathan, 1998, 544 p.
- Jean-François Deneux, Histoire de la pensée géographique, Belin, 2006  (ISBN 978-2-7011-3767-4).
- Marie-Claire Robic (coordinatrice), Cyril Gosme, Didier Mendibil, Olivier Orain, Jean-Louis Tissier, Couvrir le monde. Un grand XXe siècle de géographie française, Paris, ADPF (Association pour la diffusion de la pensée française) - Ministère des Affaires étrangères, 2006, 232 p.
- Pierre Singaravélou (dir.), L'Empire des géographes. Géographie, exploration et colonisation (XIXe-XXe s.), Paris, Belin, 2008.

#### Essai
- Eudes Girard et Thomas Daum, La géographie n'est plus ce que vous croyez, Talmont-Saint-Hilaire, Codex, 2010.

#### Épistémologie
- Jacques Scheibling, Qu'est-ce que la géographie?, Paris, Hachette, 1994, 200 p. ; 2e édition revue et augmentée, Hachette Supérieur, 2011, 256 p.
- Anne-Marie Gérin-Grataloup, Précis de géographie, Paris, Fernand Nathan, 1995 (réédité).
- Robert Marconis, Introduction à la géographie, Paris, Armand Colin, 1996, 222 p.
- Paul Claval, Épistémologie de la géographie, Paris, Fernand Nathan, 2001, 266 p.
- Jean-Jacques Bavoux, La Géographie : objets, méthodes, débats, Paris, Armand Colin, 2002, 240 p.
- Alain Barré, Philippe Deboudt, Patrick Picouet, Réussir ses études en géographie. Méthodologie du travail universitaire, Paris, Belin, 2004, 223 p.
- Armand Frémont, Aimez-vous la géographie ?, Paris, Flammarion, 2005, 358 p.

#### Enseignement de la géographie
- Jacques Scheibling, Qu'est-ce que la géographie ?, Paris, Hachette, 1994, 200 p.
- Isabelle Lefort, La Lettre et l’esprit, géographie scolaire et géographie savante en France, Paris, Éditions du CNRS, 1992, 257 p.
- Bernadette Mérenne-Schoumaker, Didactique de la géographie, organiser les apprentissages, Bruxelles, éditions De Boeck, 2012 (2e éd.), 301 p.  (ISBN 978-2-8041-7051-6).

#### Sites et revues scientifiques consacrés à la géographie de façon globale
- Hypergéo : encyclopédie en ligne consacrée à l'épistémologie de la géographie.
- Cybergeo, revue électronique de géographie (fondée en 1996).
- « Documentation photographique »(Archive.org • Wikiwix • Archive.is • Google • Que faire ?) (collection de la Documentation française fondée en 1949).
- Festival international de la géographie - Saint-Dié-des-Vosges.
- Geogir.fr, le site internet consacré à la géographie, à l'environnement et au tourisme.
- M@ppemonde, revue gratuite disponible uniquement en ligne, se présentant comme une « revue trimestrielle sur l'image géographique et les formes du territoire ».